# Niko Schabel
Niko Schabel (* 1978 in München) ist ein deutscher Jazzmusiker (Altsaxophon, Klarinette, Bassklarinette, auch Flöte, Perkussion, Komposition) und Tontechniker.

## Wirken
Schabel zog 1999 nach Berlin, um dort Audio-Engineering zu studieren. Daneben gründete er ein Jazztrio, aus dem sich das Niko Schabel Quartett entwickelte. Seit 2003 betreibt er das Projekt Radio Citizen, mit dem er mehrere Alben wie Berlin Serengeti (2006) oder The Night & The City vorgelegt hat (mit weiteren Musikern wie den Sängerinnen Bajka Pluwatsch und Natalie Greffel). 
Darüber hinaus arbeitete Schabel mit Embryo, der Express Brass Band, Jisr, den Poets of Rhythm, Jojo Kuo, Nik McCarthy, den Last Poets und war an der Musik für Filme wie Der letzte Fang, Football Under Cover oder Hunter From Elsewhere – A Journey With Helen Britton beteiligt.